# ميس جنوبي
ميس جنوبي أو لوطس أو الميس أو النشم الأبيض (الاسم العلمي: Celtis australis) هو نوع من النباتات يتبع جنس الميس من الفصيلة القنبية.

## صور

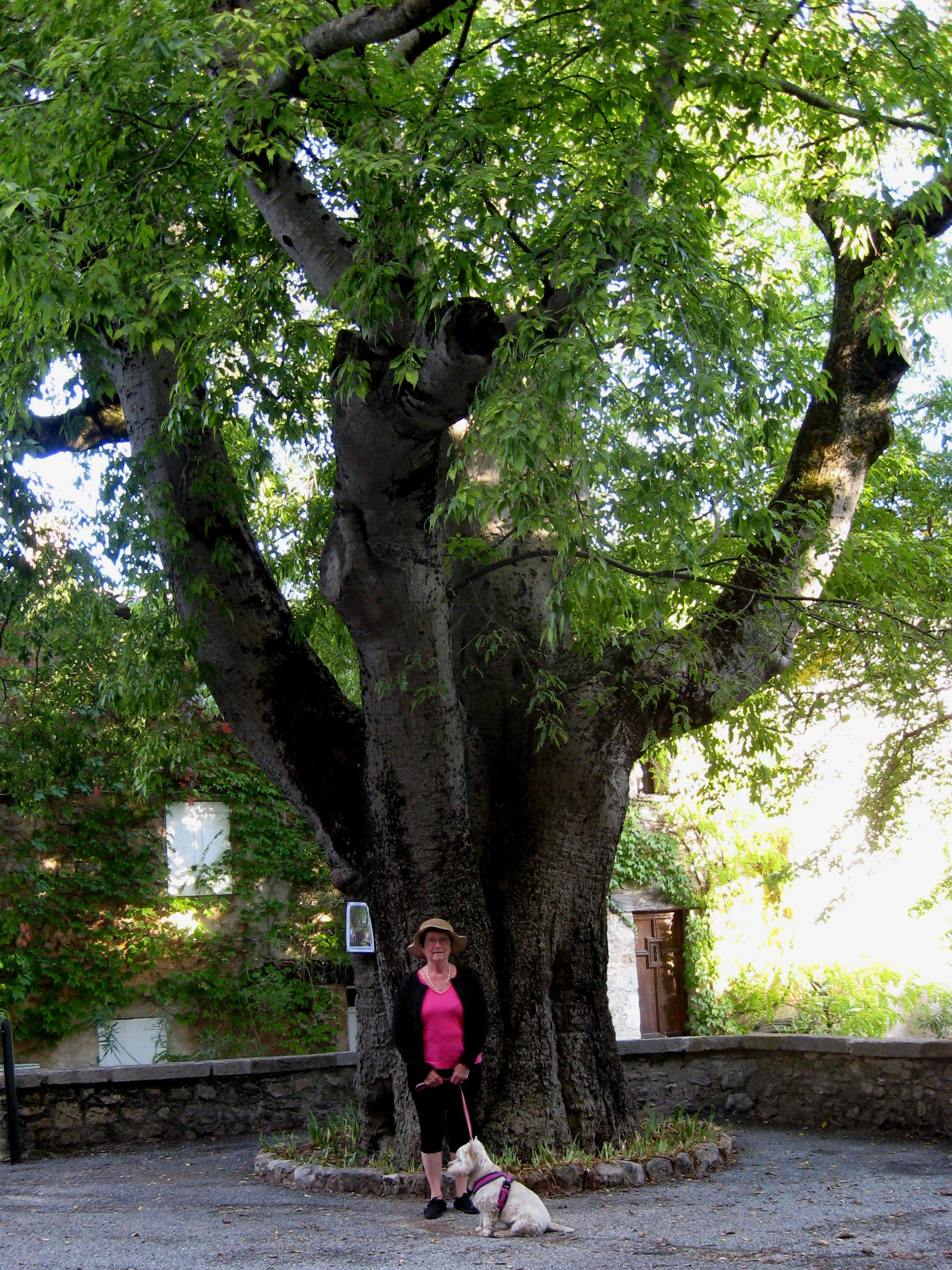
C. australis, Fox-Amphoux, France, planted 1550
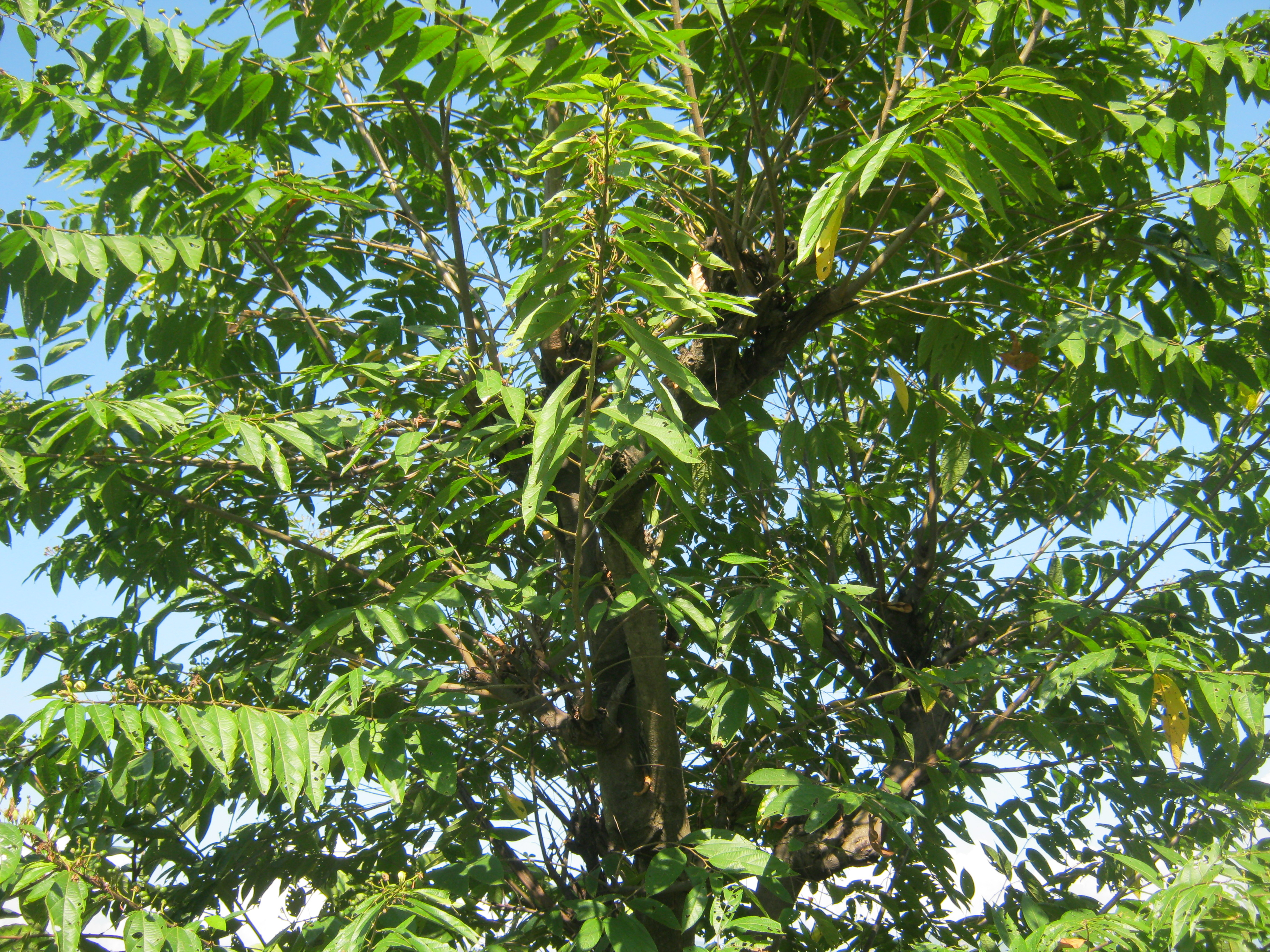
C. australis in Panchkhal VDC, نيبال
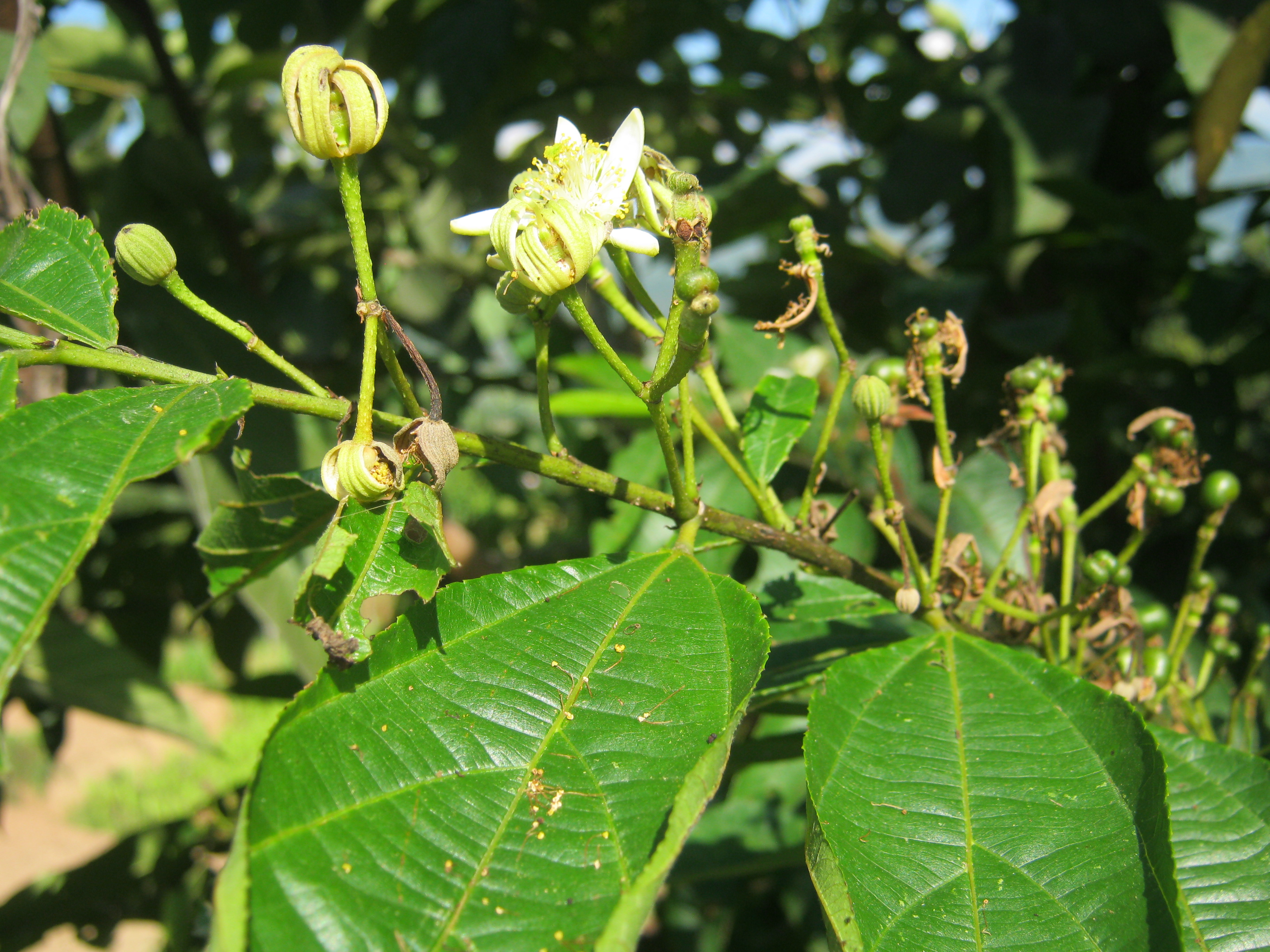
Flower of C. australis
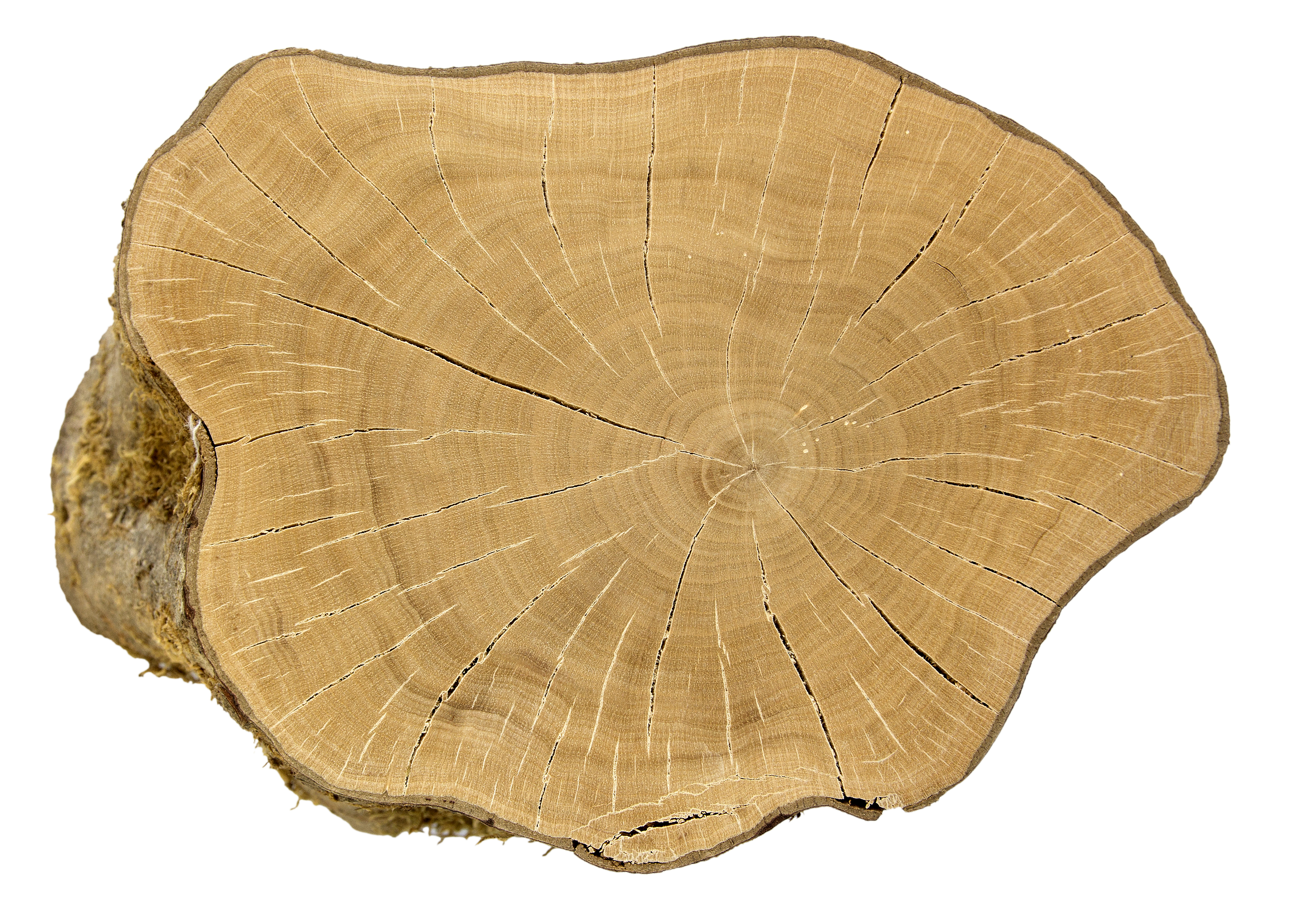
Celtis australis